# Pierre Laffillé
Pierre Laffillé est un peintre et graveur français né le 1er juin 1938 à Envermeu et mort le 4 juin 2011 à Bastia.

## Biographie
Pierre Laffillé entre à l'Académie Julian à Paris en 1956 puis étudie de 1959 à 1961 à l'École nationale supérieure des beaux-arts de Paris dans l'atelier de Georges Rohner.
Après sa première exposition en 1960 à Dieppe, il enchaîne les expositions en France et à l'étranger[réf. nécessaire].
D'octobre 2001 à mai 2004, Pierre Laffillé enseigne le dessin et la peinture dans l'atelier d'Hélène Legrand à Saint-Germain-en-Laye[réf. nécessaire].

## Expositions
- 1960 : galerie des Tribunaux, Dieppe
- 1962 : galerie Taylor Whitehead, Londres
- 1964-1965 : galerie Drouant, Paris
- 1969-1970 : galerie Emmanuel David, avenue Matignon, Paris
- 1965-1978 : galerie Dusevel (Guy Charrier), Amiens
- 1977-1980 : galerie Jean-Gabriel Montador, Dieppe
- 1971 : galerie Laurens, avenue Matignon, Paris :
  - 1972 : Travestis
  - 1973 : Les Trois Âges
  - 1975 : Femmes
  - 1977 : Le Cirque
  - 1979 : Théâtre
  - 1980 : Cafés
  - 1981 : Mascarade
  - 1983 : La Danse
  - 1984 : La Musique, Galerie Saint-Léger, Genève
  - 1985 : Couples
  - 1986 : Escaliers
- 1986 : galerie Vendôme, rue de la Paix, Paris :
  - 1987 : Face à Masques
  - 1988 : Masques
  - 1989 : Miroirs
  - 1990 : Le Théâtre Japonais, Escaliers (Petits formats)
  - 1991 : Confrontations
- 1992 : Jeux de Rôles, Bruxelles
- 1993 : galerie Pieter Breughel, Amsterdam, Pays-Bas
- 2000 : galerie Aggie Hendrikx, Roermond, Pays-Bas
- 2001 : Rétrospective, galerie Aggie Hendrikx, Roermond, Pays-Bas
- 2003 : exposition Roemond
- 2005 : exposition à Envermeu
- 2007 : Espace des Arts, Bastia
- 2008 :
  - manoir de Briançon, Criel-sur-Mer
  - Furiani

## Collections publiques
Les œuvres de Pierre Laffillé sont présentes dans les collections des villes de Paris, Arques-la-Bataille, Rouxmesnil, Belleville, Caen, Dieppe[Où ?].

## Récompenses et décorations
- 1983 : médaille d'argent de la Ville de Paris.
- 1984 : médaille d'or de Montmorency.
- 1985 : invité d'honneur du Salon de Tarare.
- 1991 : chevalier des Arts et des Lettres.

## Illustrations
Livres
- Les Possédés, Fedor Dostoievski, Livre de Poche, 1963
- Les Célibataires, Henry de Montherlant, Club des Amis du Livre, 1965
- Le Rempart des béguines, Françoise Mallet-Joris, Club des Amis du Livre, 1967
- La Chambre rouge, Françoise Mallet-Joris, Club des Amis du Livre, 1967
- L'Empire céleste, Françoise Mallet-Joris, Club des Amis du Livre, 1967
- Le Mont brûlé, Daphné du Maurier, Club des Amis du Livre
- Entre chiens et loups, Gilbert Cesbron, Club des Amis du Livre, 1971
- Tortilla flat, John Steinbeck, Livre de Poche
- Salle 6, Anton Tchekhov, 1964

Livres d'art
- A la recherche de la grâce, Georges Duhamel (neuf eaux-fortes et dix lithographies), Éditions Pierre de Tartas - Moulin de Vauboyen, 1984
- Prométhée enchaîné, Eschyle (dix eaux-fortes), Club  des 77 Bibliophiles
- Tao Te King, Lao Tseu (10 eaux-fortes), Club des 77 Bibliophiles
- Recueil de gravures sous étui, édition personnelle, 1977
- Phalliques, dessins érotiques
- Dessins sur la danse de Carolyn Carlson

Varia
- Croquis d'audiences[2] pour TF1 et France 3
- Trois vitraux de la Chapelle Saint-Jacques[3] à Centuri, Corse.
- Affiches de théâtre[4]
- Diverses illustrations pour le Journal du Théâtre de la Ville 1968-1995
- Vidéos : Les chemins de la création Émission de Christian Bernadac, Portrait de François Mauriac

Œuvres de Pierre Laffillé, localisation inconnue
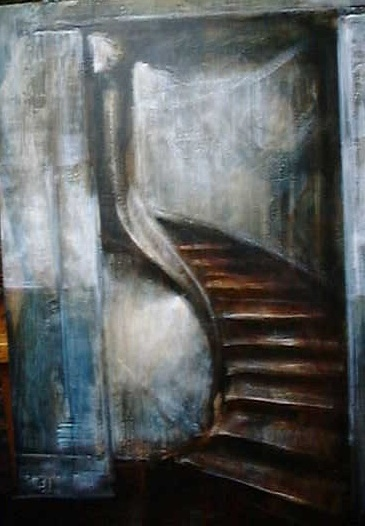
Escalier
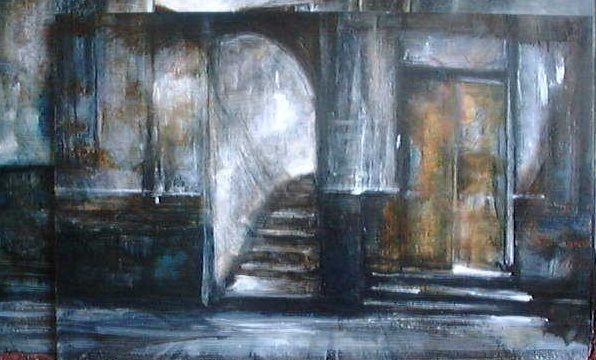
Escalier
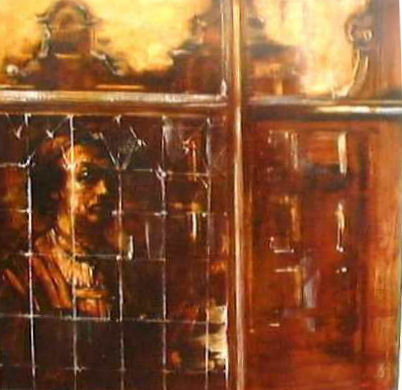
Reflet

#### Préfaces d'exposition
Diverses personnalités ont écrit des préfaces pour les expositions de Laffillé : Jean-Pierre Jerabek (en 1962), Geneviève Dorman, Christian Bernadac, Roger Gicquel, Michel Ciry, Jean-Marc Raffaelli, Pascal Payen Appenzeller, Annette Dève[réf. incomplète].